# Miravall (les Valls d'Aguilar)
Miravall és un nucli de població del municipi de Valls d'Aguilar, a l'Alt Urgell. El 2009 tenia 10 habitants. Es troba en un coster a l'esquerra del riu de Castellà, davant d'Espaén. S'hi pot trobar l'església de la Mare de Déu de la Concepció, d'estil romànic i modificada.